# Hannah Chaplin
Hannah Harriet Pedlingham Chaplin, född 6 augusti 1865, död 28 augusti 1928, även känd under artistnamnet Lily Harley, var en engelsk skådespelerska, sångerska och dansare som uppträdde i brittiska music halls från 16 års ålder. Chaplin var mor till Charlie Chaplin och hans två halvbröder, skådespelaren Sydney Chaplin och filmregissören Wheeler Dryden och mormor till musikern Spencer Dryden. Som en följd av psykisk sjukdom, som numera tros ha orsakats av syfilis, kunde hon inte fortsätta uppträda från mitten av 1890-talet. 1921 tog sonen Charlie med henne till Kalifornien, där hon vårdades fram till sin död i augusti 1928.